# Semiothisa subacuta
Semiothisa subacuta là một loài bướm đêm trong họ Geometridae.